# Highwire
«Highwire» —en español: «Cuerda Floja»— es una canción antibélica de The Rolling Stones que aparece en su álbum Flashpoint de 1991.

## Historia
Escrita por Mick Jagger y Keith Richards, «Highwire» es uno de los raros casos en que los Stones toman postura sobre problemas políticos, en este caso, la Guerra del Golfo. La canción fue grabada en enero de 1991 en los estudios Hit Factory de Londres.
Al momento del lanzamiento de la canción, Jagger dijo: "No se trata de la guerra, sino de cómo empezó". Richards continuó diciendo: "No se trata de la guerra, sino de cómo se construye un dictador inestable, no se pueden construir, porque entonces hay que derribarlos".
«Highwire» fue lanzado como el primer sencillo de Flashpoint el 1 de marzo de 1991. Alcanzó el puesto # 29 en el Reino Unido, el # 57 en los Estados Unidos, el # 28 Modern Rock Tracks, y el # 1 en Mainstream Rock Tracks. 
Un vídeo de acompañamiento dirigido por Julien Temple fue lanzado y muestra a los Stones en un complejo industrial mientras interpretan la canción.

## Personal
Acreditados:
- Mick Jagger: voz, guitarra eléctrica, coros
- Keith Richards: guitarra <eléctrica
- Ron Wood: guitarra slide
- Charlie Watts: batería
- Bill Wyman: bajo
- Bernard Fowler: coros

## Posicionamiento en las listas
| Listas (1991)                                     | Mejor posición |
| ------------------------------------------------- | -------------- |
| Alemania (Media Control AG)                       | 27             |
| Austria (Ö3 Austria Top 40)                       | 23             |
| Bélgica (Flandes) (Ultratop 50)                   | 13             |
| Estados Unidos (Billboard Mainstream Rock Tracks) | 1              |
| Estados Unidos (Billboard Hot 100)                | 57             |
| Estados Unidos (Billboard Alternative Songs)      | 28             |
| Francia (SNEP)                                    | 28             |
| Irlanda (IRMA)                                    | 16             |
| Noruega (VG-lista)                                | 4              |
| Nueva Zelanda (Recorded Music NZ)                 | 32             |
| Países Bajos (Mega Single Top 100)                | 6              |
| Reino Unido (UK Singles Chart)                    | 29             |
| Suecia (Sverigetopplistan)                        | 14             |
| Suiza (Schweizer Hitparade)                       | 14             |